# Luciana dos Santos
Luciana Alves dos Santos (ur. 10 lutego 1970 w Ilhéus) – brazylijska lekkoatletka, sprinterka, skoczkini w dal i trójskoczkini. Trzykrotna mistrzyni Ameryki Południowej, dwukrotna złota medalistka mistrzostw ibero-amerykańskich, dwukrotna olimpijka (Sydney, Ateny).

## Przebieg kariery
W 1989 roku wystąpiła na mistrzostwach Ameryki Południowej do lat 20 w Montevideo, gdzie w konkurencji skoku w dal otrzymała brązowy medal. Dwa lata później w tejże konkurencji wywalczyła srebrny medal seniorskich mistrzostw Ameryki Południowej. W 1994 roku została dwukrotną srebrną medalistką mistrzostw ibero-amerykańskich, medale otrzymała w konkurencji skoku w dal oraz trójskoku. Te same krążki w tych samych konkurencjach wywalczyła na rozegranych rok później mistrzostwach kontynentu w Manaus. W 1996 roku otrzymała złoty medal mistrzostw ibero-amerykańskich w skoku wzwyż.
Brała udział w mistrzostwach globu rozgrywanych w 1997 i 1999 roku, w obu czempionatach startowała w konkurencji skoku w dal i swój występ zakończyła w fazie eliminacji. W 1999 roku po raz pierwszy w karierze otrzymała tytuł mistrzyni Ameryki Południowej, wywalczony w konkurencji trójskoku. W czasie rozgrywanych w Sydney igrzysk olimpijskich startowała w dwóch konkurencjach – w skoku w dal nie zaliczyła w eliminacjach żadnej próby, natomiast w trójskoku uzyskała w fazie eliminacji wynik 13,48 m i zajęła 11. miejsce w grupie (24. miejsce w gronie wszystkich zawodniczek).
W 2004 roku sięgnęła po brązowy medal mistrzostw ibero-amerykańskich, był to pierwszy krążek międzynarodowej imprezy lekkoatletycznej, którą Brazylijka otrzymała w konkurencji biegowej (na czempionacie była członkinią sztafety 4 × 100 m). Także w konkurencji biegu sztafet 4 × 100 m wystąpiła w czasie rozgrywanych w Atenach igrzysk olimpijskich, Brazylijki odpadły w eliminacjach, uzyskując czas 43,12 plasujący zespół na 4. miejscu w grupie i 9. miejscu w gronie wszystkich sztafet.
W 2005 roku została mistrzynią Ameryki Południowej w konkurencji skoku w dal, natomiast dwa lata później zdobyła tytuł mistrzyni kontynentu w sztafecie 4 × 100 m. Reprezentowała swój kraj na mistrzostwach świata w Helsinkach, w ramach których brazylijska sztafeta 4 × 100 m z jej udziałem zajęła 5. miejsce w finale.

## Osiągnięcia
| Rok     | Zawody                                   | Miasto         | Miejsce | Konkurencja        | Wynik |
| ------- | ---------------------------------------- | -------------- | ------- | ------------------ | ----- |
| 1989    | Mistrzostwa Ameryki Południowej juniorów | Montevideo     | brąz    | skok w dal         | 5,64  |
| 1991    | Mistrzostwa Ameryki Południowej          | Manaus         | srebro  | skok w dal         | 5,78  |
| 1994    | Mistrzostwa ibero-amerykańskie           | Mar del Plata  | srebro  | skok w dal         | 6,18  |
| 1994    | Mistrzostwa ibero-amerykańskie           | Mar del Plata  | srebro  | trójskok           | 12,90 |
| 1995    | Mistrzostwa Ameryki Południowej          | Manaus         | srebro  | skok w dal         | 6,16  |
| 1995    | Mistrzostwa Ameryki Południowej          | Manaus         | srebro  | trójskok           | 13,07 |
| 1996    | Mistrzostwa ibero-amerykańskie           | Medellín       | złoto   | skok wzwyż         | 1,86  |
| 1996    | Mistrzostwa ibero-amerykańskie           | Medellín       | brąz    | skok w dal         | 6,24  |
| 1997    | Mistrzostwa Ameryki Południowej          | Mar del Plata  | brąz    | trójskok           | 13,30 |
| 1997    | Mistrzostwa świata                       | Ateny          | 18. H   | skok w dal         | 5,92  |
| 1997    | Uniwersjada                              | Katania        | b.d.    | trójskok           | 13,28 |
| 1999    | Mistrzostwa Ameryki Południowej          | Bogota         | srebro  | skok w dal         | 6,81  |
| 1999    | Mistrzostwa Ameryki Południowej          | Bogota         | złoto   | trójskok           | 13,90 |
| 1999    | Igrzyska panamerykańskie                 | Winnipeg       | 9.      | skok w dal         | 6,13  |
| 1999    | Mistrzostwa świata                       | Sewilla        | 14. H   | skok w dal         | 6,00  |
| 2000    | Mistrzostwa ibero-amerykańskie           | Rio de Janeiro | brąz    | skok w dal         | 6,28  |
| 2000    | Mistrzostwa ibero-amerykańskie           | Rio de Janeiro | srebro  | trójskok           | 13,46 |
| 2000    | Igrzyska olimpijskie                     | Sydney         | NM H    | skok w dal         | N/A   |
| 2000    | Igrzyska olimpijskie                     | Sydney         | 11. H   | trójskok           | 13,48 |
| 2001    | Mistrzostwa Ameryki Południowej          | Manaus         | srebro  | skok w dal         | 6,10  |
| 2001    | Mistrzostwa Ameryki Południowej          | Manaus         | srebro  | trójskok           | 13,48 |
| 2002    | Mistrzostwa ibero-amerykańskie           | Gwatemala      | brąz    | trójskok           | 13,53 |
| 2003    | Mistrzostwa Ameryki Południowej          | Barquisimeto   | srebro  | trójskok           | 13,42 |
| 2004    | Mistrzostwa ibero-amerykańskie           | Huelva         | 5.      | skok w dal         | 6,34  |
| 2004    | Mistrzostwa ibero-amerykańskie           | Huelva         | brąz    | sztafeta 4 × 100 m | 44,13 |
| 2004    | Igrzyska olimpijskie                     | Ateny          | 4. H    | sztafeta 4 × 100 m | 43,12 |
| 2005    | Mistrzostwa Ameryki Południowej          | Cali           | brąz    | bieg na 100 m      | 11,46 |
| 2005    | Mistrzostwa Ameryki Południowej          | Cali           | srebro  | sztafeta 4 × 100 m | 44,35 |
| 2005    | Mistrzostwa Ameryki Południowej          | Cali           | złoto   | skok w dal         | 6,39  |
| 2005    | Mistrzostwa świata                       | Helsinki       | 5.      | sztafeta 4 × 100 m | 42,99 |
| 2006    | Mistrzostwa ibero-amerykańskie           | Ponce          | srebro  | skok w dal         | 6,25  |
| 2006    | Mistrzostwa ibero-amerykańskie           | Ponce          | złoto   | sztafeta 4 × 100 m | 44,49 |
| 2007    | Mistrzostwa Ameryki Południowej          | São Paulo      | złoto   | sztafeta 4 × 100 m | 43,54 |
| 2007    | Igrzyska panamerykańskie                 | Rio de Janeiro | 5. H    | bieg na 100 m      | 11,82 |
| 2007    | Igrzyska panamerykańskie                 | Rio de Janeiro | 6.      | sztafeta 4 × 100 m | 44,14 |
| 2007    | Mistrzostwa świata                       | Osaka          | 9. H    | sztafeta 4 × 400 m | 44,64 |
| 2008    | Mistrzostwa ibero-amerykańskie           | Iquique        | srebro  | sztafeta 4 × 100 m | 44,99 |
| Źródło: |                                          |                |         |                    |       |

Pięć razy została mistrzynią kraju, tytuły te wywalczyła w latach 1996-2007, większość złotych medali mistrzostw otrzymała w konkurencji trójskoku.

## Rekordy życiowe
- bieg na 100 m – 11,40 (30 maja 2004, Cochabamba; 10 lipca 2004, Bogota)
- bieg na 200 m – 24,47 (11 czerwca 2005, Ibirapuera Park)
- skok wzwyż – 1,86 (10 maja 1996, Medellín)
- skok w dal – 6,81 (26 czerwca 1999, Bogota)
- trójskok – 14,01 (18 czerwca 2000, São José do Rio Preto)
- sztafeta 4 × 100 m – 42,97 (10 lipca 2004, Bogota)

Źródło: 